# Decatur County (Georgia)
Decatur County is een county in de Amerikaanse staat Georgia.
De county heeft een landoppervlakte van 1.546 km² en telt 28.240 inwoners (volkstelling 2000). De hoofdplaats is Bainbridge.